# Großsteingrab Torup
Das Großsteingrab Torup war eine megalithische Grabanlage der jungsteinzeitlichen Nordgruppe der Trichterbecherkultur im Kirchspiel Torup in der dänischen Kommune Halsnæs. Es wurde im späten 18. oder im 19. Jahrhundert zerstört.

## Lage
Das Grab lag nordöstlich von Torup in Dyssekilde zwischen den heutigen Häusern Stjernerne 3A/B und Solen 6. In der näheren Umgebung gibt bzw. gab es zahlreiche weitere megalithische Grabanlagen.

## Forschungsgeschichte
Die Existenz des Grabes ist nur durch eine Signatur auf einer 1795 angefertigten Karte bezeugt. Die Karte nennt hier auch den Flurnamen „Dys Agre“ („Dolmenacker“) Auf jüngeren Karten fehlt die Eintragung.

## Beschreibung
Sowohl über die Grabkammer als auch eine mögliche Hügelschüttung ist nichts Näheres bekannt.